# 게오르기 테르테르 2세
게오르기 테르테르 2세(불가리아어: Георги Тертер II)는 1322년에서 1323년까지 불가리아의 차르였다. 그가 언제 태어났는지는 알려져 있지 않지만 최소 1307년 이전에 태어난 것으로 보인다.

## 생애
게오르기 테르테르 2세는 토도르 스베토슬라프와 유프로시네의 사이에서 태어났고, 그의 할아버지 게오르기 테르테르 1세의 이름을 따왔다. 1322년 그의 아버지 토도르 스베토슬라프의 사후 황제가 된 그는 비잔티움 제국의 안드로니코스 2세와 안드로니코스 3세 사이의 내전에 개입하였다. 이 상황을 이용하여 게오르기 테르테르 2세는 비잔티움 제국령 트라키아를 침공하여 플로프디프 일대를 점령하였다. 게오르기 테르테르는 이어 아드리아노폴리스 일대의 몇몇 요새를 점령하였으나, 안드로니코스 3세에게 패배하여 물러났다. 안드로니코스 3세는 불가리아의 침공에 대비하던 중 게오르기 테르테르 2세가 급사하였다는 소식을 들었다. 게오르기 테르테르 2세는 요절하여 후사를 남기지 못했고, 제위는 그의 먼 친척인 미하일 3세 시슈만에게 계승되었다.

## 참고 문헌
- John V.A. Fine, Jr., The Late Medieval Balkans, Ann Arbor, 1987.

| 전임 토도르 스베토슬라프 | 제2차 불가리아 제국의 차르 1322년 ~ 1323년 | 후임 미하일 3세 시슈만 |